# Sintetizador modular
Sintetizadores modulares são sintetizadores compostos de módulos separados para diferentes funções. Os módulos podem ser conectados entre si pelo usuário para criar um patch. As saídas dos módulos podem incluir sinais de áudio, tensões de controle analógico ou sinais digitais para condições lógicas ou de temporização. Os módulos típicos são osciladores controlados por tensão, filtros controlados por tensão, amplificadores controlados por tensão e geradores de envelope.